# Mactromyidae
Famille
Les Mactromyidae sont une famille fossile de mollusques bivalves de la super-famille des Lucinoidea.

## Liste des genres
Selon Paleobiology Database (8 juillet 2025) :
- †Bathycorbis Iredale, 1930
- †Clisocolus Gabb, 1869
- †Cordiula Meyer, 1887
- †Eolucina Ding, 1982
- †Linetia Chavan, 1959
- †Mactromya Agassiz, 1843
- †Mactromyopsis Chavan, 1905
- †Montanaria Spriesterbach, 1909
- †Sexta Stephenson, 1953
- †Thetironia Stoliczka, 1870
- †Thetis Sowerby, 1826
- †Unicardium d'Orbigny, 1850

Pour le WoRMS, seul le genre †Mactromya appartient à cette famille et, de manière incertaine, †Unicardium.

## Systématique
Le nom valide complet (avec auteur) de ce taxon est Mactromyidae Cox, 1929.
Pour le WoRMS, la famille des Mactromyidae est un synonyme subjectif junior de la famille des Edmondiidae King, 1850.
Pour Paleobiology Database, cette famille a pour synonyme la famille des Unicardiidae Fischer, 1887 qu'elle a remplacée, famille que ne reconnait pas le WoRMS.

### Publication originale
- (en) Leslie Reginald Cox, « A synopsis of the Lamellibranchia and Gastropoda of Portland beds of England. Part 1, Lamellibranchia », Proceedings of the Dorset Natural History and Archaeology Society, vol. 50, p. 131–202.